# European Physical Journal
European Physical Journal is een aan collegiale toetsing onderworpen wetenschappelijk tijdschrift op het gebied van de natuurkunde die wordt uitgegeven namens de European Physical Society. Het is ontstaan in 1998 door een fusie van verschillende Europese natuurkundetijdschriften, en wordt uitgegeven door een consortium van uitgevers bestaande uit EDP Sciences, Springer Science+Business Media en Società Italiana di Fisica.
Het tijdschrift is onderverdeeld in 10 secties die elk een eigen ISSN en impactfactor hebben:
- European Physical Journal A: Hadrons and Nuclei
- European Physical Journal B: Condensed Matter and Complex Systems
- European Physical Journal C: Particles and Fields
- European Physical Journal D: Atomic, Molecular, Optical and Plasma Physics
- European Physical Journal E: Soft Matter and Biological Physics
- European Physical Journal H: Historical Perspectives on Contemporary Physics
- European Physical Journal ST: Special Topics
- European Physical Journal AP: Applied Physics
- European Physical Journal Conferences: Web of Conferences
- European Physical Journal Data Science: Data Science